# Філоненко Михайло Федорович

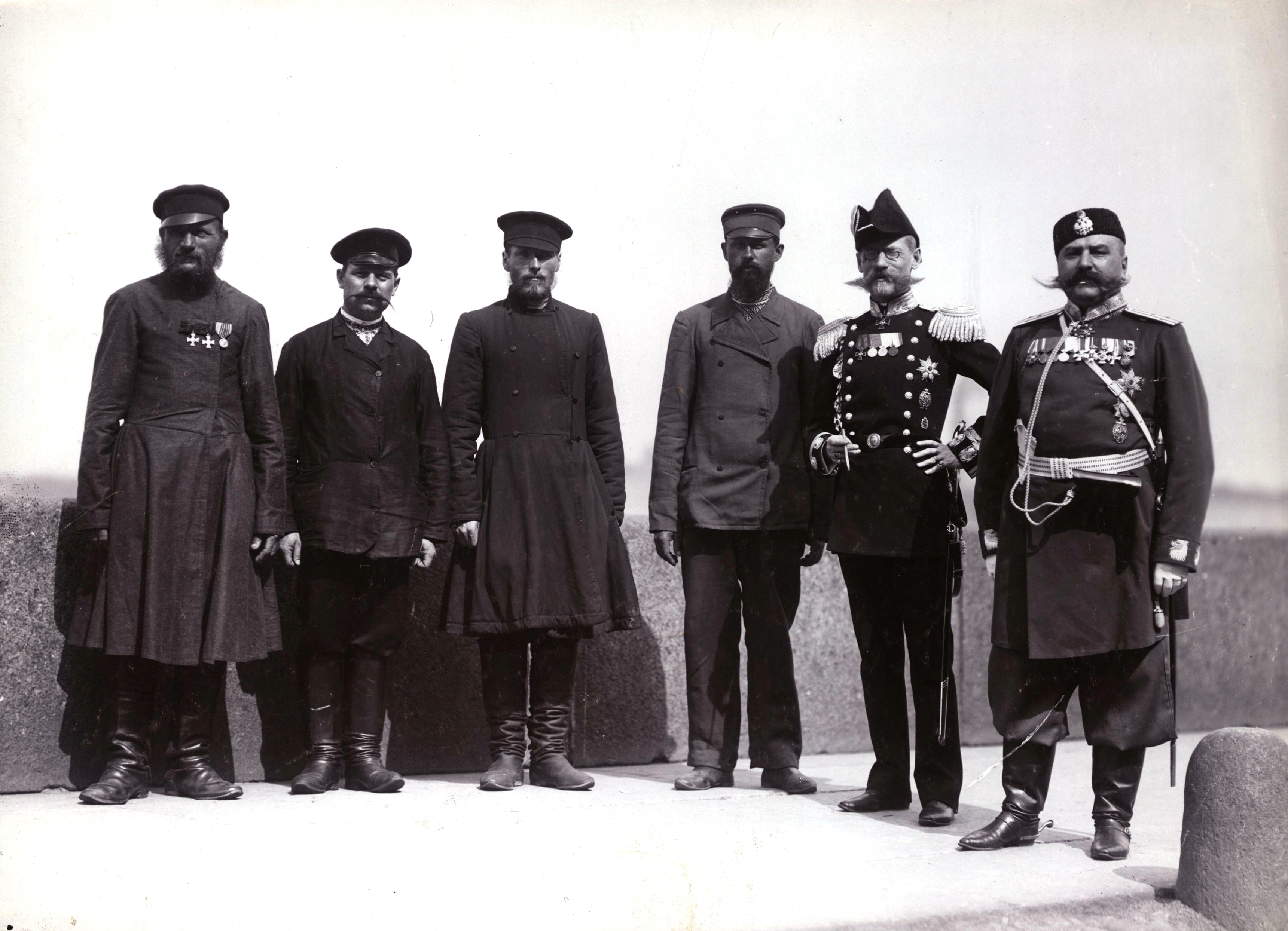
Селянські депутати Першої державної думи І. П. Кириленко, С. Готовчиць, М. Круткін, М. Філоненко позують фотографу Карлу Буллі разом з петербурзькими жандармами.

Михайло Філоненко (1869, с. Крилів, Чигиринський повіт, Київська губернія — ?) — український державний діяч, депутат Державної думи I скликання від Київської губернії. 

## Життєпис
Українець. Походив із села Крилів Чигиринського повіту Київської губернії.  
Навчався в однокласній школі, але не закінчив її. Займався самоосвітою. Тесляр і підрядник. Помічник регента в Церковному хорі Успенської церкви в місті Новогеоргіївську. Противник націоналізації землі. Хлібороб, володів наділом площею 2,5 десятини. На виборах пройшов за підтримки Конституційно-демократичної партії, так як за політичними поглядами стояв близько до неї. 

М.Ф. Філоненко, 1906

22 квітня 1906 обраний до Державної думи I скликання від з'їзду міських виборців. Увійшов до складу Конституційно-демократичної фракції. Входив до Української громади, підтримував ідею автономії України. Активно в роботі Державної думи не брав участі. 
Подальша доля і дата смерті невідомі. 